# Hafsat Idris
Hafsat Ahmad Idris es una actriz de cine nigeriana, cuya carrera se desarrolla en la industria cinematográfica de Kannywood. Su debut en cine fue en la película  Barauniya de 2016.

## Biografía
Idris nació el 14 de julio de 1987 y creció en Sagamu, estado de Ogun. Hizo su primera aparición en Kannywood en una película titulada Barauniya, junto a Ali Nuhu y Jamila Nagudu.
En 2018, estableció una compañía de producción cinematográfica, Ramlat Investment, con la que produjo distintas películas en 2019, incluida Kawaye, en la que participó junto con actores como Ali Nuhu y Sani Musa Danja.

## Premios
| Año  | Premios                           | Categoría              | Resultado |
| ---- | --------------------------------- | ---------------------- | --------- |
| 2017 | Premios City People Entertainment | Actriz más prometedora | Nominada  |
| 2018 | Premios City People Entertainment | Mejor actriz           | Ganadora  |
| 2019 | Premios City People Entertainment | Mejor actriz           | Ganadora  |
| 2019 | Premios City People Entertainment | Rostro de Kannywood    | Ganadora  |